# اثیرالدین ابهری
اثیرالدین مفضل بن عُمر از دانشمندان و فیلسوفانِ نامیِ سدهٔ ششم و هفتم هجری ست. در ابهر زاده شد و در کودکی علومِ مقدماتی را آموخت. سپس در جوانی برایِ یادگیریِ منطق و فلسفه و فقه و تفسیر قرآن به خدمتِ امام فخر رازی رسید، و شاگردیِ وی را کرد. او با محقق طوسی آشنایی داشته و میانشان نامه‌هایی رد و بدل شده است. محقق طوسی با این الفاظ او را گرامی می‌دارد:
«جناب همایون و ذات میمون مخدوم معظم ملک حکماء العالم اثیر المله و الدین قطب الاسلام و المسلمین قدوه العلمائ و المنحققین بقیه الافاضل المتاخرین …».
مدتی نیز به شام سفر کرد و شاگرد «محیی‌الدین محمد بن سعید بن ندی» شد. پس از آن به روم رفت به تعلیم و تألیف اشتغال ورزید. در نهایت پس از سفر به موصل و اردبیل به ابهر بازگشت و در ۶۶۳ هجری در همان‌جا درگذشت.
از شاگردان برجستهٔ وی می‌توان به زکریای قزوینی اشاره کرد.

## آثار وی
از وی کتاب‌هایی به جا مانده که از قرارِ زیر می‌باشند:
1. هدایةالحکمه، که ملاصدرا شرحی برآن نوشته است.
2. تنزیل‌الافکار، در منطق که خواجه نصیرالدین طوسی آن را شرح داده.
3. ایساغوجی
4. الاشارت
5. محصول
6. رسالةالزاهرة فی ابطال بعض مقدمات‌الجدلیة
7. التعلیقه، که در بابِ نجوم نوشته شده.
8. فلسفه مابعدالطبیعه

## آراء منطقی
- فخررازی قضایای محصوره را به حقیقیه و خارجیه تقسیم گرده بود، ابهری بر این دو ذهنیه را افزوده است.[۴]
- از جمله نظریات ابهری این نکته است که هرگاه در موجبه کلیه ادات انفصال پس از موضوع آورده شود، مانند «کل عدد اما زوج او فرد»، محتمل است حملیه باشد نه منفصله؛ و اگر مقصود از آن عناد بین «کل عدد زوج» و «کل عدد فرد» باشد، منفصله مانعة الجمع است. احتمال اول همان چیزی است که بعدها به قضیه مرددة المحمول معروف شده است که در نقیض قضایای مرکبه جزئیه کاربرد دارد.[۵]
- نقیض موجهه مرکبه کلیه، مانند «کل ج ب بالامکان الخاص»، منفصله مانعة الخلو است.[۶]
- منطق دانان گفته‌اند سالبه جزئیه عکس مستوی ندارد، اما ابهری نشان داده است که سالبه مرکبه در جنبه ایجابی مستلزم عکس مستوی است.[۷]